# Gustav Brodzina

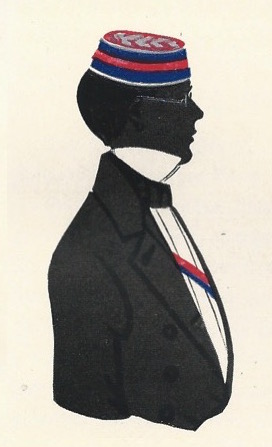
Gustav Brodzina als Hallenser Teutone

Johannes Gustav Brodzina (* 15. August 1837 in Sorau, Niederlausitz; † 27. Mai 1909 in Wiesbaden) war ein deutscher Kommunalbeamter.

## Leben
Brodzina studierte an der Friedrichs-Universität Halle und war dort seit 1857 Mitglied des Corps Teutonia. Brodzina war spätestens seit 1874 Bürgermeister von Ems und anschließend vom 13. Juli 1880 an bis zum 30. April 1907 Erster Beigeordneter der Stadt Barmen. Er führte als solcher auch den Titel "Bürgermeister". Als der Oberbürgermeister von Barmen Friedrich Wilhelm Wegner am 8. Juli 1898 im Amt gestorben war, übernahm Brodzina bis zum 14. Februar 1899 kommissarisch das Amt des Oberbürgermeisters. Nachdem August Lentze ins Amt eingeführt wurde, musste Brodzina 1906 nochmals kommissarisch das Amt des Oberbürgermeisters übernehmen, da Lentze zum Oberbürgermeister von Magdeburg gewählt worden war. Zwischen dem 3. August und dem 10. Dezember 1906 war er daher bis zum Amtsantritt von Georg Voigt erneut Stadtoberhaupt.

## Familie
Brodzina war verheiratet mit Emilie, geborene Winter, und hinterließ bei seinem Tod Kinder und fünf Enkel. Seine Tochter Margarethe (* 1871 in Rudolstadt, † 1960) war die Ehefrau des Barmer Textilfabrikanten Carl Neumann (1865–1951) und Mutter des späteren Textilindustriellen und Verbandspolitikers Carl Neumann (Industrieller).